# Partenariat enregistré
Pour les articles homonymes, voir Union civile.
Le partenariat enregistré ou partenariat civil est une forme d'union civile, distinct du mariage, qui offre aux couples non mariés une reconnaissance légale impliquant tout ou partie des droits et responsabilités du mariage. 
Il prend différents noms en fonction de la législation du pays, notamment « union civile » au Québec, « partenariat domestique » en Nouvelle-Écosse, « pacte civil de solidarité » en France, « cohabitation légale » en Belgique, « partenariat légal » au Luxembourg ou « partenariat enregistré » en Suisse, 

## Situation générale
Le Danemark est le premier pays au monde à instituer un partenariat civil du mariage : la loi du 7 juin 1989 crée un partenariat ouvert uniquement aux couples homosexuels. Dans les années qui suivent, plusieurs pays instituent des unions civiles sur le même modèle, toujours en complément du mariage.
La création d'une forme de partenariat a lieu pour répondre à deux objectifs :
- répondre à la revendication portée notamment par des associations de défense des homosexuels d'une reconnaissance des couples formés par deux personnes de même sexe, notamment pour répondre aux problèmes posés au conjoint survivant en cas de veuvage et pour faciliter nombre de démarches quotidiennes ; c'est particulièrement le cas quand le mariage reste réservé aux couples de sexe différent ;
- dans le cas où le partenariat enregistré est ouvert aux couples de sexe différent comme de même sexe, proposer une forme légale d'union alternative et moins contraignante ou symbolique que le mariage.

Dans certaines juridictions où le partenariat enregistré est la seule possibilité ouverte aux couples de même sexe et qu'il leur est réservée, le partenariat emporte exactement les mêmes droits et obligations qu'un mariage civil, si ce n'est son nom. En revanche, dans les autres pays, le partenariat est moins contraignant que le mariage : il ne porte généralement pas sur la vie intime et n'a aucune conséquence sur la filiation (pas de possibilité d'adoption conjointe par exemple). Toutefois, l'ensemble des formes de partenariats existantes sont exclusivement monogames et ne peuvent être conclues qu'entre personnes majeures et consentantes, alors que la législation sur le mariage peut varier énormément sur ces points d'un pays à l'autre.
Dans de nombreux pays, la création du partenariat enregistré est contestée par les milieux conservateurs (notamment parmi les religieux traditionalistes) car opposés à une reconnaissance des unions homosexuelles ou à la création d'un statut moins contraignant que le mariage traditionnel.
Des militants du mouvement LGBT s'opposent également aux partenariats quand il s'agit d'un statut à part réservé aux homosexuels qui ne répond pas à une revendication d'égalité comme le ferait l'ouverture du mariage aux couples de même sexe.

## Afrique

### Afrique du Sud (unregistered cohabitation)
L'Afrique du Sud reconnaît le concubinage depuis 1999.
Par des décisions successives la Cour constitutionnelle créa le statut d'union civile, en accordant aux couples homosexuels : 
- des droits à l'immigration (1999) ;
- le même statut financier que les couples de sexe différent (2002) ;
- l'adoption (2002) ;
- les mêmes avantages fiscaux qu'aux concubins hétérosexuels (2003) ;
- l'autorité parentale conjointe pour les enfants nés par insémination artificielle (2003).

En décembre 2004, en réponse à ces différents arrêts, la Cour suprême d'appel obligea le gouvernement à ouvrir le mariage civil aux couples de même sexe.
Le département des Affaires familiales a fait appel de cette décision en saisissant la cour constitutionnelle.
Le 1er décembre 2005 la cour Constitutionnelle a rejeté cet appel, donnant au Parlement un an pour amender le Marriage Act, pour y inclure les couples homosexuels. Le 14 novembre 2006, le Parlement vote une loi instaurant une union civile ouverte aux couples de sexe différent et de même sexe ; ce dispositif permet de bénéficier des mêmes droits que le mariage. Cette loi doit être adoptée par le Conseil national des Provinces avant d'être promulguée par le président.

## Amérique

### Argentine
- formes d'union ouvertes à tous les couples : mariage et contrat d'union civile

L'Argentine a d'abord progressivement reconnu aux couples constitués de fait toute une série de droits jusque-là réservés aux couples mariés, sans qu'ils aient besoin de formaliser leur union :
- depuis 1997, le partenaire survivant peut demander le capital décès pension de veuvage ;
- depuis 1998, une coalition syndicale permet le statut d'ayant droit de la Sécurité sociale aux partenaires des professeurs et du personnel des transports aériens ;
- en octobre 1998, dans la province de Mendoza, la juge Graciela Mastracusa a accordé à un couple d'hommes, ensemble depuis quatre ans, les mêmes prestations sociales que ceux accordés aux couples de sexe différent mariés sous le droit coutumier (prestations sociales, indemnités à la suite d'un accident du travail et une pension de veuvage). La décision indiquait que le couple vivait dans les mêmes conditions, « évidentes, stables et permanentes », qu'un couple marié traditionnel. Le couple, un fonctionnaire de 35 ans et un machiniste de 25 ans, avaient fait leur demande en octobre 1997[4] ;
- en 2002, la province du Río Negro vote une loi qui ouvre aux unions de fait homosexuelles des droits jusque-là réservés aux concubins hétérosexuels (excepté le mariage et l'adoption).

Dans un second temps, se mettent en place des formes d'union distinctes du mariage :
- le 13 décembre 2002, la cité autonome de Buenos Aires devient la première ville d'Amérique latine à adopter une loi (no 1004) sur les unions civiles[5] qui garantit aux couples non mariés (hétéro- ou homosexuels) l'accès à l'assurance maladie, aux pensions, aux logements, aux prestations sociales et aux visites conjugales en prison et à l'hôpital, mais n'organise pas les successions et n'accorde pas le droit à l'adoption[6]. Entrée en vigueur le 21 juillet 2003[7], la loi fut approuvée malgré l'opposition de l'Église catholique argentine, qui dénonçait l'absence de compétence juridique de la ville pour définir l'union civile[6]. Marcelo Suntheim, 35 ans, et Cesar Cigliutti, 45 ans, tous deux responsables de Comunidad Homosexual Argentina, association activiste existante depuis 18 ans, qui mena la campagne juridique[8], furent les premiers à signer leur contrat d'union[9]. Ils diront à l'occasion « Notre société a prouvé sa maturité en reconnaissant nos droits » et « Tous les gays, lesbiennes, travestis et transsexuels d'Argentine ont toujours attendu ce moment »[10] ;
- deux régions argentines autorisent ensuite les unions civiles : le Río Negro et le district de Buenos Aires, mais aucune loi fédérale ne s'impose encore en la matière ;
- en août 2008, le gouvernement argentin accorde le droit au survivant d'un couple de même sexe de percevoir la pension de son partenaire ;
- le 22 juillet 2010, le mariage entre personnes de même sexe devient possible.

### Brésil
L'État du Rio Grande do Sul a légalisé les unions civiles après une décision de la cour en mars 2004. Les couples homosexuels peuvent s'enregistrer chez le notaire. Ils obtiennent ainsi plus de droits dans certains domaines : ils peuvent acheter ensemble des propriétés, avoir la garde partagée d'enfants et ont le droit à des pensions et à la propriété du conjoint si celui-ci vient à mourir.
Le 5 mai 2011, le tribunal fédéral suprême (la haute cour brésilienne), en application des principes d'égalité et de dignité de la personne humaine tels que définis par la constitution fédérale de 1988, a décidé à l'unanimité, dans un arrêt d'importance historique, que les couples de même sexe pouvaient constituer une union stable et donc être reconnus juridiquement comme des familles et avoir légalement les mêmes droits que les couples de sexe différent en matière de pensions, retraites, déclaration conjointe des impôts sur le revenu, etc. Selon les juges, cette décision découle des principes fixés par la Constitution et n'a donc pas besoin d'être approuvée par le Congrès national, ni prendre la forme d'une loi spécifique.

### Canada
La Confédération canadienne a ouvert le mariage aux couples de même sexe (mariage homosexuel au Canada) en le redéfinissant comme « une union de deux personnes quel que soit leur sexe » en juillet 2005 avec l'adoption du projet de loi C-38. Dans les provinces et territoires du Canada il existe aussi différentes formes d'unions civiles, l'état civil relevant de leur compétence exclusive.

#### Alberta
En 2003, la province d'Alberta vote une loi qui reconnaît « les relations mutuelles entre adultes ».
Elles sont très similaires aux unions civiles, mais sont ouvertes à deux adultes en « relation d'interdépendance » quels que soient leurs liens et n'offre pas tous les bénéfices d'un mariage.
Suivant un passage du Civil Marriage Act de la Chambre des communes du Canada, le gouvernement albertain considéra la création d'unions civiles quel que soit le sexe des partenaires était probablement le meilleur moyen d'éviter la mise en place du mariage entre personnes de même sexe dans la province ; même si les progressistes-conservateurs, au pouvoir, reconnaissaient volontiers qu'il leur serait impossible de l'éviter.

#### Nouvelle-Écosse
Le 4 juin 2001, la Nouvelle-Écosse devient la première province canadienne à enregistrer les unions homosexuelles.
L'enregistrement de ce « partenariat domestique » se fait auprès des bureaux d'état civil contre un droit de 15 dollars canadiens. Mais il a du point de vue légal, et contrairement aux autres partenariats domestiques, une force égale au mariage puisqu'il est enregistré par les mêmes autorités et qu'il donne accès à une vingtaine des plus importantes lois matrimoniales.

#### Québec
En 2002, après d'intenses pressions politiques et une décision de la Cour d'appel du Québec dans l'affaire Hendricks et Lebœuf c. Québec ; l'Assemblée nationale du Québec a voté à l'unanimité la création d'un régime d'union civile, ouvert aux couples homosexuels et hétérosexuels et accordant les mêmes droits et obligations que le mariage. Parallèlement à la création de l'union civile, le législateur a instauré, dans le Code civil du Québec, de nouvelles règles de filiation qui permettent aux deux membres d'un couple homosexuel d'être reconnus comme les seuls parents d'un enfant. L'adoption par des couples de même sexe était déjà permise depuis quelques années.

### États-Unis

Mariage homosexuel aux États-Unis :
Mariage entre personnes de même sexe
Reconnaît les mariages entre personnes de même sexe conclus à l'étranger
Aucune reconnaissance au niveau local

La situation aux États-Unis est, en raison de son organisation fédérale semblable à ce qui se passe à l'échelle de la planète avec une multitude de statuts différents.
Certains États autorisent les mariages homosexuels (trois à ce jour[Quand ?] : Massachusetts, Californie et l'État de New York), d'autres (la majorité) les interdisent. Mais il existe aussi des situations intermédiaires, dans quelques états il existe des régimes d'unions civiles, dans d'autres le mariage est uniquement autorisé aux seuls hétérosexuels. Pour finir, certains états en débattent encore ou n'ont pas tranché la question.
Malgré la clause dite « pleine foi et crédit » (Article IV-section 1 de la Constitution des États-Unis) les unions civiles, en l'absence de législation spécifique, ne sont généralement pas reconnues en dehors de l’État les autorisant.
Cela signifie que de nombreux avantages du mariage, de compétence fédérale (imposition fédérale commune, délivrance de visas ou de permis de travail pour un partenaire étranger…) ne sont pas étendus aux signataires d'une union civile.
Grâce à une politique volontariste, une loi votée en 2004 dans la ville de New York, permet la reconnaissance des unions civiles enregistrées dans d'autres juridictions.

#### Californie
Le Partenariat domestique (en anglais : Domestic partnership) californien créé en 2000 fut modifié le 4 septembre 2003, par le législateur pour étendre aux couples homosexuels les droits des couples mariés, le transformant ainsi en union civile.
Le 15 mai 2008, la Cour suprême de Californie a ordonné que le mariage est un droit civique fondamental qui ne peut pas être retenu aux citoyens gais et lesbiennes. L'acte a été programmé pour entrer en vigueur le 14 juin 2008. Cependant, les groupes opposés à l'acte ont prévu de placer un amendement constitutionnel sur le vote en novembre 2008, limitant le mariage aux couples de sexe différent.

#### Connecticut
En avril 2005, le Connecticut a été le deuxième État du pays, après le Vermont, à légaliser les unions civiles pour couples homosexuels en leur accordant la plupart des droits et obligations du mariage (notamment les décisions médicales concernant le partenaire et les successions)
Toutefois cette loi a en même temps protégé l'institution du mariage, en le définissant par « l'union entre personnes de sexe opposé », il est ainsi hors de question d'ouvrir le mariage civil aux personnes de même sexe comme au Massachusetts.

#### Washington, D.C.
La ville de Washington a reconnu des partenariats domestiques depuis 1992. Cependant, le Congrès a interdit de dépenser tous les fonds locaux pour mettre en application la loi jusqu'à 2002. Le partenariat domestique dans la zone est ouvert aux couples de même sexe et de sexes opposés.
Les dispositions de la loi ont été augmentées en 2006. Cette loi indique dans presque tous les cas qu'un partenaire domestique aura les mêmes droits qu'un conjoint concernant la transmission, la validation, la garde, et d'autres droits traditionnellement accordés aux conjoints.  Cependant, quoique le district de Columbia soit régi en vertu des lois décrétées par le congrès des États-Unis, le gouvernement fédéral ne reconnait pas ces partenariats.  Aussi, la loi britannique ne reconnait pas des associations domestiques du district de Columbia en tant qu'équivalent aux civil partnerships au Royaume-Uni.

#### Hawaii
L'État d'Hawaï a reconnu les « bénéficiaires réciproques » en 1997, y compris les partenaires de même sexe, qui ne peuvent se marier.
Ils ont accès à certains des droits et des avantages de compétence de l'État - droits de transmission, assurance chômage, recours en justice en cas de décès imputable à une faute (wrongful death (en)), ayants droit des assurances santé et retraite pour les partenaires de fonctionnaires d'État, visite d'hôpital et prise de décision en matière de santé et de soins.

#### New Jersey (Civil union)
Le New Jersey donne à des couples de même sexe l'occasion d'entrer dans une union civile avec pratiquement tous les droits des ménages mariés. En plus, à partir de cette date, les mariages de même-sexe et les unions civiles formés en vertu des lois d'autres états et nations sont identifiés en tant qu'unions civiles dans le New Jersey. En juillet 2004, le New Jersey a décrété une loi de partenariat domestique donnant à des couples de même sexe certains des droits liés au mariage. Cependant, le 25 octobre 2006, la cour suprême de New Jersey a unanimement déclaré, dans le cas de Lewis v. Harris, que « la dispense inégale des droits et des avantages aux partenaires de même sexe ne peut plus être tolérée sous notre constitution d'État ». C'était la première fois dans l'histoire des États-Unis que la cour la plus élevée d’un État s'est déclarée unanimement en faveur des droits des couples de même sexe. 
En conséquence, le 14 décembre 2006, la législature de New Jersey a passé une loi établissant les unions civiles ; elle a été signée dans la loi par le gouverneur Jon Corzine, et a été appliquée le 19 février 2007. Selon la nouvelle loi, quand un couple de même sexe contracte une union civile, leur partenariat domestique est automatiquement terminé par l'union civile. Cependant, alors que des partenariats domestiques ne doivent plus être offerts aux couples de même sexe après le 19 février 2007, on permettra à ces couples qui étaient déjà en partenariat domestique et qui choisissent de ne pas entrer dans une union civile de demeurer en tant que partenaires domestiques. Maintenant, seuls les couples (homosexuels ou hétérosexuels) dans lequel les deux partenaires sont âgés de 62 ans ou plus peuvent s'enregistrer en tant que nouveaux partenaires domestiques.

#### Maine (partenariat domestique)
En avril 2004, l'assemblée du Maine a adopté une loi, entrée en vigueur le 30 juillet 2004, établissant des « partenariats domestiques », ouvrant aux couples de même sexe, mais pas exclusivement, de nombreux droits associés au mariage :
– bénéficier du statut de parents proches ;
– hériter (en partie ou totalement) du partenaire décédé qui n'aurait pas formulé de volonté ;
– prendre des décisions en matière de funérailles et d'enterrements ;
– être désigné mandataire ou tuteur du partenaire frappé d'incapacité ;
– administrer des biens du partenaire décédé ;
– autoriser des dons d'organe ou de tissu du partenaire décédé ;
– pouvoir être protégé de la violence de son partenaire.
Pour faire enregistrer leur union, les concubins doivent être des adultes mentalement compétents, sans lien de consanguinité interdit par la loi et avoir résidé ensemble dans l'État pendant au moins douze mois. Ils doivent envoyer un acte, préalablement signé chez un notaire, au bureau d'état civil de la capitale de l'État, Augusta accompagné du paiement des frais d'enregistrement (35 dollars en décembre 2006).
Un partenariat domestique est automatiquement dissout si une des parties épouse quelqu'un d'autre. Il peut également être rompus après soixante jours de délai suivant une déclaration de consentement mutuelle, signée par les deux parties ; ou par une partie, après notification à l'autre partie selon les directives strictes de l'État.

#### Vermont
La loi, controversée, sur les unions civiles adoptée au Vermont en 2000 était une réponse de l'État à la Cour suprême du Vermont qui, à la suite de l'affaire Baker vs. Vermont, demanda que les couples homosexuels aient les mêmes droits et privilèges que ceux accordés aux couples mariés.
Devant l'opposition, la législature du Vermont a donc choisi les unions civiles, compromis entre les demandes d'égalité des droits pour les homosexuels et le rejet total du mariage entre personnes de même sexe.
Les opposants à cette loi ont soutenu l'acte de défense du mariage (et la proposition d'amendement fédéral sur le mariage afin d'éviter une éventuelle obligation de reconnaissance des couples homosexuels dans d'autres juridictions).
Une union civile au Vermont est quasi identique au mariage, pour ce qui concerne les droits de compétence étatique et non fédérale.
Cette compétence garantit les droits de proches parents (next-of-kin (en)) et d'autres protections accordées aux couples de sexe différent mariés.
Entre juillet 2000 et janvier 2002, 3 600 unions civiles ont été contractées au Vermont.

### Mexique

#### Coahuila
Le 11 janvier 2007, sous l'impulsion du gouverneur Humberto Moreira, les députés du Coahuila, État du Nord du Mexique, approuvent à 20 voix contre 13, une loi donnant aux couples de même sexe les mêmes droits que ceux des couples de sexe différent. Le Coahuila est donc le deuxième État du Mexique et le premier état rural d’Amérique du Sud à apporter une reconnaissance aux couples de même sexe.
La loi, proposée par le PRI qui dirige l’État a été adoptée malgré l’opposition du président de la République Felipe Calderón et du PAN, parti conservateur majoritaire nationalement, marque un réel avancement dans la lutte pour l'égalité : elle accorde aux couples de même sexe la possibilité d'enregistrer leur union et prévoit une série de droits en matière d'héritage, d'assistance médicale mutuelle, de sécurité sociale ou de décès pour les partenaires.
L'extension du bénéfice de la sécurité sociale pour les couples de même sexe, inexistante dans la loi du district de Mexico, est une victoire pour les militants LGBT, qui soulignent les cas nombreux de couples âgés et pauvres existant dans l'État de Coahuila.

#### District fédéral
Le 9 novembre 2006, la capitale du Mexique, Mexico, district fédéral disposant d'un parlement indépendant, adopte la Loi de société de coexistence (Ley de Sociedades en Convivencia) par 43 voix pour, 5 abstentions et 17 contre.
Cette loi, préparée en 2000 en collaboration avec des associations gays et lesbiennes, prévoyait initialement l'adoption par les couples de même sexe, mais elle a d'abord été rejetée lors de sa première présentation au Parlement de Mexico, le 19 décembre 2000, puis adoptée en 2006 dans une seconde version qui ne le prévoit plus.
Par ce texte qui ressemble énormément au Pacs français, proche du concubinage, la ville légalise les unions civiles entre homosexuels, mais pas seulement, car deux sœurs ou deux cousins de sexes différents pourront conclure ce type de contrat.
Ce texte qui ne concerne que les habitants de Mexico :
- impose le respect des dispositions prises par le partenaire en cas de décès ;
- crée une obligation de solidarité mutuelle entre les partenaires ;
- n'autorise pas l'adoption ;
- ne mentionne pas la couverture santé.

## Europe
- Mariage homosexuel
- Autre type de partenariat (ou concubinage)
- Cohabitant enregistré
- Mariage reconnu dans une mesure limitée mais non célébré
- Unions de personnes de même sexe non reconnues
- Mariage interdit par la Constitution

En Europe, seules les unions civiles monogames sont permises. Dans tous les pays du continent, le mariage civil peut être contracté par :
- deux personnes célibataires, veuves ou divorcées, non déjà liées à une autre personne dans aucune forme d'union civile ;
- non liées entre elles par des liens consanguins. Cette condition s'apprécie différemment d'un pays à l'autre ;
- pleinement consentantes, non frappées d'incapacité (les deux contractants doivent avoir atteint l'âge nubile et être tous les deux en vie (il est néanmoins possible d'être dispensé de ces deux conditions dans certains cas très rares) ;
- de sexes différents, mais le mariage entre personnes de même sexe est autorisé dans les pays suivants : Pays-Bas (depuis 2001), Belgique (2003), Espagne (2005), Norvège (2009), Suède (2009), Islande, Portugal (2010), Danemark (2012), France (2013), Royaume-Uni (2014), Irlande, Luxembourg (2015), Allemagne (2017), Finlande (2017), Malte (2017), et Autriche (2019).

### Union européenne

#### Résolutions de l'Union européenne
Par la résolution du 8 février 1994 (qui fait suite au rapport Claudia Roth), le Parlement européen demande clairement aux États membres de mettre fin à « l'interdiction faite aux couples homosexuels de se marier ou de bénéficier de dispositions juridiques équivalentes », recommande de « leur garantir l'ensemble des droits et des avantages du mariage, ainsi qu'autoriser l'enregistrement des partenariats » et de supprimer « toute restriction au droit des lesbiennes et des homosexuels d'être parents ou bien d'adopter ou d'élever des enfants ». 
Dans la résolution votée le 5 juillet 2001 (faisant suite au rapport Cornillet de 2000), le Parlement européen recommande aux États membres de l'Union européenne « la modification de leur législation dans le sens d'une reconnaissance des relations non maritales entre personnes du même sexe ou de sexes différents et l'attribution de droits égaux à ces personnes» ainsi que  « l'inscription à l'ordre du jour de l'Union européenne de la question de la reconnaissance mutuelle des relations non maritales reconnues légalement ».
Dans un rapport adopté fin 2002, le Parlement recommande « de reconnaître les relations non maritales, tant entre personnes de sexe différent qu'entre personnes du même sexe, et d'associer à ce type de relations des droits égaux à ceux qui découlent du mariage, tout en inscrivant à l'agenda politique la reconnaissance mutuelle des relations non maritales et du mariage entre personnes du même sexe ». 
Dans une résolution de 2003, le Parlement européen réitère sa demande « d'abolir toute forme de discrimination - législatives ou de facto - dont sont encore victimes les homosexuels, notamment en matière de droit au mariage et d'adoption d'enfants ».

#### Allemagne (Eingetragene Lebenspartnerschaft)
- pour les couples de sexe différent, seul le mariage est possible ;
- pour les couples de même sexe, depuis le 1er août 2001, un Acte pour le partenariat de vie a été instauré.

Avant application, la loi fit l'objet d'un examen par le Tribunal constitutionnel fédéral, du fait que « Le mariage et la famille sont placés sous la protection particulière de l'État » (article 6 de la Loi fondamentale de la République fédérale d'Allemagne). 
La Cour a décidé, le 17 juillet 2002 que la loi n'affaiblissait pas la protection du mariage et de la famille et a donc permis de donner aux unions civiles, à peu près, les mêmes droits que les couples mariés :
- obligation d'aide mutuelle matérielle et financière ;
- possibilité de partager le même nom de famille (l'un pouvant aussi porter un double nom) ;
- exercice du regroupement familial si l'un des partenaires est étranger, ce qui donne le droit de vivre et travailler sur le territoire fédéral. La nationalité allemande pourra être obtenu après le deuxième anniversaire du partenariat et un minimum de trois ans de résidence ;
- régimes testamentaire et d'héritage ;
- couverture sociale et retraite ;
- résiliation soumise aux mêmes conditions que le divorce.

Sauf pour :
- la fiscalité (impôt sur le revenu et droit de succession) ;
- et les avantages accordés à la fonction publique,

qui nécessitent une modification par le Bundesrat.
Alors que l'adoption conjointe n'est pas permise, depuis le 1er janvier 2005, la loi autorise l'adoption d'un enfant biologique de l'autre partenaire, mais à la condition que l'autre parent biologique abandonne son autorité parentale. Cette adoption a pour effet l'établissement d'une double filiation et de l'autorité parentale conjointe. 
En octobre 2004, 5 000 couples avaient fait enregistrer leurs unions.
L'article 6 de la loi introductive du Code civil allemand, accorde également les mêmes droits et devoirs, aux unions signées à l'étranger, à condition que ceux-ci ne soient pas contraires à ceux accordés par la législation allemande.

#### Belgique (Cohabitation légale /Wettelijke samenwoning/Gesetzliches Zusammenwohnen)
- pour tous les couples : mariage et régime de cohabitation enregistrée sont possibles.

La Belgique, pays accordant le mariage entre personnes de même sexe, connait aussi un régime d’union civile, la cohabitation légale institué par la loi du 23 novembre 1998 (Moniteur belge du 12 janvier 1999).
Ce statut est demandé sur simple déclaration par écrit à la commune par deux personnes majeures qui vivent dans le même domicile, elles peuvent être du même sexe ou avoir des liens de parenté (mais ne doivent pas être déjà liées par le mariage ou une autre cohabitation légale).
Ce statut apporte certains droits et obligations :
- chaque cohabitant doit contribuer aux charges du ménage dans la mesure de ses moyens ;
- le domicile commun ne peut être vendu ou faire l’objet d’une hypothèque par un cohabitant sans l’accord de l’autre ;
- les biens (et les revenus qu’ils génèrent) sont en indivision, sauf si un des cohabitants peut prouver qu’ils lui appartiennent en propre ;
- en cas de décès d’un des cohabitants, les droits de succession du survivant se calcule avec le même taux que celui entre époux.

Les cohabitants peuvent également définir d’autres modalités de leur cohabitation par une convention passée devant notaire. Dans ce cas, la commune doit en être avertie.

#### Croatie
La Croatie reconnaît le concubinage des homosexuels depuis 2003
La loi sur les unions civiles homosexuelles accorde, après trois ans, les mêmes droits qu'aux unions de fait hétérosexuelles en matière de succession et d'obligation de soutien mutuel.
En parallèle, une disposition fut votée interdisant la discrimination et l'incitation à la haine fondées sur l'orientation sexuelle.
Sur proposition des libéraux et des sociaux-démocrates, la Croatie étudie actuellement l'extension  des mêmes droits que le mariage aux unions civiles.

#### Danemark (Registreret partnerskab)
- pour les couples de sexe différent, seul le mariage est possible ;
- pour les couples de même sexe, partenariat (depuis 1989) et mariage depuis 2012.

Le Danemark a été le premier pays au monde à autoriser les unions civiles entre personnes du même sexe par la loi du 7 juin 1989 sur le partenariat, entrée en application le 1er octobre 1989 et étendue au Groenland en 1996.
Le partenariat est réservé aux couples de même sexe, il ouvre les mêmes droits (légaux et fiscaux) que le mariage entre hétérosexuels, à l'exception de :
- l'adoption ou la garde conjointe (sauf en cas d'adoption par un partenaire de l'enfant biologique de l'autre, autorisée par la loi depuis 1999) ;
- sur la base d'une loi de 1997, les hôpitaux publics et cliniques privées ont interdiction d'utiliser la procréation médicalement assistée ou l'insémination pour des couples de lesbiennes ;
- les lois qui font explicitement référence au sexe des couples marié ne sont pas applicables ;
- les traités internationaux ne s'appliquent que si tous les signataires sont d'accord.

Sa dissolution suit les mêmes règles que le divorce ; une pension alimentaire peut être allouée pendant un maximum de dix ans suivant la dissolution du partenariat.
À l'origine, seuls les citoyens danois pouvaient signer un partenariat mais, en août 1995, un accord entre le Danemark, la Norvège et la Suède permet la reconnaissance par l'un de ces pays du partenariat souscrit dans un autre. Cet accord fut étendu à l'Islande en 1999.
Par la suite d'autres accords avec des pays créant un régime d'union civile susceptibles de donner les mêmes droits aux partenariats au Danemark ont été signés (Pays-Bas et Belgique)
Depuis le 1er juillet 1999 des citoyens étrangers qui ne pourraient bénéficier d'une telle législation dans leur pays d'origine et qui vivent au Danemark depuis au minimum deux ans peuvent le faire.
Le partenariat est un acte civil ; l'Église danoise reste partagée mais ouverte sur la question. Partant du principe que l'Église bénit les personnes et non les institutions, certains prêtres consentent à bénir des unions homosexuelles, mais très peu de couples en font la demande. Les premières célébrations de mariage religieuses de couples homosexuels ont eu lieu en 1997. En janvier 2005, le Premier ministre danois, Anders Fogh Rasmussen (libéral), s'est prononcé en faveur de l'union religieuse des homosexuels.

#### Espagne (Ley de parejas de hecho)
- pour tous les couples : mariage et régime d'union civile sont possibles.

Le 30 juin 1998, le parlement de la communauté autonome de la Catalogne a adopté à la quasi-unanimité (100 voix pour et douze contre) le projet de loi sur les formes de vie commune autres que le mariage. La loi qui en résulte (la première de ce type adoptée dans un pays de l'Europe du Sud), dite loi sur les couples stables, permet aux couples non mariés, hétérosexuels ou homosexuels, d'avoir un statut aussi proche que possible de celui des couples mariés dans toutes les matières relevant de la compétence de la communauté autonome.
En 2004 les gouvernements de la Navarre, du Pays basque et de l'Aragon ont autorisé l'adoption par les couples homosexuels. La loi qui existait avant 2004 en Catalogne autorisait déjà l'« accueil » d'un enfant au sein d'une famille constituée par un couple  homosexuel.
Finalement, sur la base d'un projet de loi présenté par le gouvernement socialiste, les députés espagnols ont aboli le 30 juin 2005, par 187 voix pour et 147 contre (et quatre abstentions), toutes les discriminations qui perduraient en matière de mariage et d'adoption. La loi est entrée en vigueur avec sa signature par le chef de l'État, le roi Juan Carlos, et sa publication dans le Bulletin officiel de l'État, le 2 juillet 2005.
L'Espagne est devenue ainsi le troisième pays en Europe et quatrième au monde, à approuver le mariage entre homosexuels et le premier à accepter l’adoption sans restriction. La loi avait modifié le Code civil pour introduire la phrase suivante : « Le mariage répondra aux mêmes conditions et aura les mêmes effets que les contractants soient du même sexe ou d'un sexe différent ».

#### Finlande (Rekisteröity parisuhde / registrerat partnerskap)
Les unions civiles existent en Finlande depuis 2002 mais ne concernent que les couples homosexuels.
Elles ouvrent des droits similaires au mariage en ce qui concerne l'enregistrement et la dissolution, l'autorité parentale conjointe et le regroupement familial.

#### France (Pacte civil de solidarité)

Évolution du nombre de pacs et de mariages civils entre 2008 et 2018 d'après l'Insee.

- pour tous les couples : mariage[23] et Pacs (Pacte civil de solidarité)

Le pacte civil de solidarité a été institué en 1999. Les « pacsés » (cosignataires d'un pacte civil de solidarité) s'engagent à une vie commune, ainsi qu'à une aide matérielle et une assistance réciproques (ils sont, comme les époux, réputés solidaires des dettes contractées par le couple pour les besoins de la vie courante) ; le couple bénéficie d'une reconnaissance juridique qui lui ouvre des droits presque équivalents à ceux des couples mariés en matière sociale et fiscale (produisant divers effets dans le droit du travail et dans le droit au séjour des étrangers, une imposition commune, et en cas de décès de l'un des partenaires, exonérant le partenaire survivant de droits de succession et lui conférant un droit de jouissance sur le logement en commun, par exemple). En revanche, et c'est là la différence essentielle avec le mariage, aucune disposition relative à la filiation n'est prévue par le législateur : le Pacs officialise le couple qui s'est constitué mais n'en fait pas le fondement d'une nouvelle famille sur le plan légal. Ainsi les parents pacsés doivent-ils chacun de leur côté reconnaître l'enfant nouveau-né, et si officiellement, toute personne célibataire, veuve, divorcée ou mariée peut faire une demande d'adoption, seuls les couples mariés sont autorisés à adopter ensemble un enfant. Actuellement plus de 94 % des PaCS sont conclus entre partenaires de sexes différents.
Le concubinage est défini dans l'article 515-8 du Code civil comme « une union de fait, caractérisée par une vie commune présentant un caractère de stabilité et de continuité, entre deux personnes, de sexe différent ou de même sexe, qui vivent en couple. »
Depuis 2022, il est également possible d'adopter conjointement. Auparavant, le mariage ou le célibat était requis.

#### Hongrie (Bejegyzett Élettársi Kapcsolat)
Le  20 avril 2009, sous le gouvernement socialiste de Ferenc Gyurcsány le parlement hongrois adopte un texte de reconnaissance des couples demême sexe qui entre en vigueur le 1er juin suivant. Le concubinage est reconnu. Ce partenariat n'est ouvert qu'aux couples de même sexe, un premier projet ouvert aux couples hétérosexuels ayant été censuré par la Cour constitutionnelle. Il exclut des droits afférents au mariage l'adoption (comme le premier texte) mais aussi l'accès à la PMA et l'usage d'un même nom. Au niveau des bases de données des organismes, l'orientation sexuelle reste masquée puisque le texte interdit de distinguer mariage et partenariat.

#### Italie (Unione civile)
L'Italie dispose d'une législation réglementant les unions civiles depuis 2016.

#### Luxembourg (Partenariat légal)
Une union civile, ouverte aux personnes de même sexe ou de sexe différent, a été instaurée par la loi du 9 juillet 2004, entrée en vigueur le 1er novembre 2004. Elle offre aux partenaires des avantages en matière de fiscalité, de patrimoine et de droit à la sécurité sociale, mais n'autorise pas l'adoption conjointe.

#### Pays-Bas (Geregistreerd partnerschap)
En décembre 2000, les Pays- Bas ont modifié le code civil afin d’ouvrir le mariage aux couples homosexuels.
La même année, 8 000 couples (dont 5 000 homosexuels) avaient signé, à la maison communale, les registres du partenariat enregistré né d'une loi entrée en vigueur le 1er janvier 1998 et qui reste applicable bien qu’elle renvoie, désormais, en grande partie au droit matrimonial.

#### Portugal (União de facto)
Introduites le 1er juillet 1999, les unions civils portugaises furent étendues aux couples homosexuels le 15 mars 2001.
Cette législation ouvre aux couples de même sexe, vivant dans une union de fait (concubinage) depuis plus de deux ans, les mêmes droits que les couples de sexe différent. Par définition, l'union de fait n'a pas à être déclarée (sauf en cas d'imposition commune).
Elle couvre des dispositions concernant le logement, le droit du travail, les fonctionnaires, le choix de régime fiscal, et la Sécurité Sociale. La seule différence notable est que seuls les couples de sexe différent peuvent adopter conjointement des enfants. 
La loi du 15 mars 2001, a également introduit une notion de multi-personnes (économie commune) qui concerne deux personnes (ou plus) qui vivent dans un même foyer fiscal, avec la plupart des droits de l'union de fait, excepté les avantages de l'assistance sociale.
La loi du 8 janvier 2010 approuve le mariage entre personnes du même sexe.

#### République tchèque (Registrované partnerství)
Entrée en application en 2006, la loi sur le concubinage pour « les personnes vivant dans le même domicile » ouvre aux couples les droits d'héritage et de transmission de propriété. Elle crée également un partenariat enregistré pour les couples de même sexe, qui donne plusieurs des droits du mariage, y compris, de transmission, d'hôpital, de privilège nuptial, et de pension alimentaire, mais ne permettent pas l'adoption, la pension de veuvage, ou l'indivision des biens.
Le premier projet de loi fut mis en avant en 1995 mais n'atteint pas l'Assemblée. Examiné successivement en 1997 et 1999, le texte sera rejeté par deux fois.
Le 11 février 2005, malgré un soutien de 82 députés (sociaux-démocrates, communistes, libéraux et  quelques membres d'opposition du parti “ démocratie civique ”) sur les 165 présents un autre vote échoue à une voix.
Le texte actuel connut un parcours parlementaire assez serein :
- avril 2005, 82 voix pour, 9 voix contre ;
- 16 décembre 2005, 86 voix pour, 54 contre, et 7 abstentions ;
- 26 janvier 2006, le Sénat vote à 65 voix pour et 14 voix contre.

Mais, le 16 février, le président tchèque, Vaclav Klaus fait jouer son droit de veto.
Mais avec des sondages évaluant à plus de 60 % le taux de soutien des Tchèques envers le mariage entre personnes de même sexe ou les unions civiles, cette proposition était devenue un enjeu pour les partis politiques en prévision des élections législatives de juin 2006.
Et ainsi, le 15 mars, le Premier ministre Jiří Paroubek réussira à obtenir le nombre exact de voix requises (101 sur 177) pour supplanter le veto.

#### Slovénie (Registrirana istospolna partnerska skupnost)
En juillet 2004, une loi très progressive et qui prévoyait l'égalité de droit (sauf l'adoption) avait été adoptée lors de son premier passage devant l'Assemblée slovène, mais fut rejeté en seconde lecture en mars 2005.
Par la suite, la Slovénie, a adopté une loi le 22 juin 2005, qui reconnaît les unions civiles entre homosexuels.
Cette loi concernait seulement les dispositions relatives à la propriété, les droits et obligations de soutien mutuel, l'héritage. Elle n'accordait aucun droit dans le domaine de la sécurité sociale (assurance maladie, droits de pension) et elle ne conférait pas le statut des proches parents aux partenaires.
La discussion de cette loi a donné lieu à un vif débat au sein de l'Assemblée nationale slovène, notamment les députés du Parti national slovène qui s'opposent à la reconnaissance des couples de même sexe. L'opposition (démocrates et libéraux sociaux), arguant du fait que la loi proposée était trop faible, ont refusé de participer au vote en quittant l'Assemblée. Le vote a réuni 44 voix pour et trois contre.
Le gouvernement proposa, le 31 mars 2005, une modification de la loi à peine votée pour accorder l'accès aux pensions et aux biens du partenaire. Elle est effective depuis le 23 juillet 2006, après son adoption en juillet 2005. Mais cette modification empêche les couples d'avoir des invités à la cérémonie d'enregistrement, seul le couple et l'officier d'état civil peuvent être présents. Les partenaires doivent se présenter trente jours à l'avance et soumettre des documents prouvant qu'ils ne sont pas déjà mariés, sains d'esprit, en bonne santé.
Les défenseurs des droits des LGBT ont critiqué cette interdiction des invités et de la famille aux cérémonies mais estime la loi est une étape dans la bonne direction qui laisse espérer que le gouvernement un jour décrétera la pleine égalité des droits du mariage.

#### Suède (Registrerat partnerskap)
La Suède, fut en 1995, le troisième pays au monde (après Danemark et Norvège) à légaliser les unions homosexuelles en créant un partenariat enregistré spécifique.
Ce statut accorde la totalité des protections, responsabilités et avantages du mariage, y compris l'adoption et le divorce (et même, depuis 2005, la fécondation in vitro pour les couples lesbiens).
La Suède a également un statut d'acte domestique distinct et plus limité que le mariage ou l'union civile, pour encadrer les unions de fait. De 1988 à 2003, cet acte était régi par deux lois différentes (une pour les couples de sexe différent et une pour les couples de même sexe) qui ont depuis fusionné. Cette « association domestique » est ouverte au non suédois, ce qui signifie qu'on peut se déplacer et vivre en couple en Suède sans être marié.
La distinction principale entre mariage et union civile c'est d'être couverts par des lois séparées, d'ordre civil, qui excluent la reconnaissance de l'Église (bien que l'Église suédoise ait récemment approuvé une cérémonie de bénédiction des couples homosexuels).
Beaucoup de Suédois ne comprennent pas cette inégalité et demandent une loi sur le mariage exempte de toute référence au sexe des partenaires. En effet, les couples homosexuels sont généralement considérés par la société suédoise, comme égaux aux mariages hétérosexuels (l'expression « sig de gifta » est indifféremment utilisée pour désigner l'une ou l'autre union).
Certains militants de la séparation de l'Église et de l'État profitent de ces revendications pour faire instituer un mariage uniquement civil, comme cela se fait dans plusieurs pays, en remplacement du système actuel où seules les églises détiennent l'autorité légale du mariage.
La grande majorité des suédois approuve le mariage entre personnes de même sexe et se plaint de la lenteur du gouvernement à changer la législation, surtout que les deux types de contrat sont déjà quasiment identiques. En vertu du principe d'égalité entre les citoyens ce changement est vécu comme inévitable sinon normal.
Mais il y a, tout de même, une assez forte opposition de certaines organisations religieuses, de groupes de défense de la famille et des démocrates chrétiens ; qui y voient une menace à la valeur symbolique du mariage.
Dans une société aussi fortement laïque et moderne que la Suède, ces arguments n'ont qu'une portée relative, et, de nombreux Suédois s'accordent pour dire qu'il n'y a aucune validité dans cet argument puisqu'un mariage quel que soit le sexe n'aurait pas plus d'impact que la loi actuelle (qui a notamment eu un impact positif sur le taux de nuptialité parmi des hétérosexuels).
Actuellement, cinq des sept partis politiques du Parlement suédois sont en faveur d'une telle réforme (le parti de gauche, les verts, les sociaux-démocrates, le parti libéral et le parti centriste). Les libéraux modèrent et débattent encore de la question.
En 2004, le Parlement a mis en place un comité pour examiner la possibilité d’ouvrir le mariage aux couples de même sexe. Les Suédois préfèrent passer par une discussion et un processus décisionnel prolongés plutôt que de légaliser trop rapidement même si un rejet de cette évolution paraît surprenant.
Le mariage a été ouvert aux couples homosexuels le 1er juin 2009. La Suède a légalisé le mariage civil aux couples homosexuels (sämkönade äktenskap en suédois) et a également forcé l'Eglise Luthérienne Suédoise à procéder aux mariages de couples homosexuels. Un prêtre peut refuser de procéder à l'union mais il doit alors trouver un autre prêtre acceptant de le faire.

### Autres pays d'Europe

#### Andorre (unió estable de parella)
Le 21 février 2005, le Conseil de la Principauté d'Andorre a accordé, à l'unanimité, aux couples homosexuels le droit de contracter des unions civiles.
Cette loi, intégrée au nouveau code civil est entrée en vigueur le 23 mars 2005 après publication au bulletin officiel.
Cette loi sur les « Unions de couples stables », n'a pas été signée par Joan-Enric, évêque actuel d'Urgell, mais seulement par Jacques Chirac. Bien que « les coprinces sont, conjointement et de manière indivise, le chef de l'État d'Andorre », une seule signature suffit pour sanctionner et promulguer de nouvelles lois.
L'Union de couple stable est ouverte à des partenaires
- majeurs ou mineurs émancipés ;
- vivant en couple ;
- de nationalité andorrane (ou le statut de résident permanent) ;
- non liés par des liens :
  - consanguins (en ligne directe ou collatérale jusqu'au quatrième degré),
  - d'adoption,
  - d'un mariage,
  - d'une autre union.

Pour déclarer leur union les couples doivent produire
- une déclaration sur l'honneur de cohabitation (confirmée par deux témoins) ;
- une copie des passeports ou cartes d'identité ;
- un certificat de résidence (les ressortissants andorrans en sont exemptés) ;
- une convention signée par les deux parties régissant les droits et les obligations mutuels notamment en matière de propriété et de relations personnelles.

L'union stable est enregistrée six mois après le dépôt de la déclaration par l'inscription sur un registre dédié.
Après enregistrement une union stable ouvrent droit à
– l'obligation de soutien mutuel ;
– une compensation et une pension en cas d’une rupture ;
– l'adoption et aux avantages sociaux (sécurité sociale et droit du travail), sont soumis aux mêmes règles qu'un couple marié.
Une union peut être dissoute par
– le mariage (ou le décès) de l'une ou l'autre partie ;
– déclaration unilatérale avec avis écrit formel à l'autre partie ;
– déclaration mutuelle.

#### Islande (staðfesta samvist)
Le partenariat civil pour les couples homosexuels (uniquement) y est entré en application en 1996. Elle fut votée à l'unanimité des voix de l'Althing, le parlement islandais, à l'exception d'un membre du conservateur Parti de l'indépendance (Sjálfstæðisflokkurinn).
La loi accorde la totalité des droits matrimoniaux. L'exercice conjoint de l'autorité parentale est permis lorsqu'un des deux est déjà parent. Un membre du couple peut également adopter l'enfant de l'autre si celui-ci a été adopté à l'étranger. Mais la loi ne permettait pas l'adoption conjointe.
Le 8 mai 2000, la loi a été amendée afin de permettre aux citoyens norvégiens, suédois et danois, résidant en Islande, d'établir un contrat de partenariat ou de bénéficier en Islande d'un statut légal identique à celui qu'ils auraient dans leur propre pays. D'autres étrangers peuvent établir un partenariat s'ils résident en Islande depuis deux ans sans nécessiter la nationalité islandaise.
Une autre partie de cet amendement, proposé par le Comité général du parlement, permet à quelqu'un en partenariat d'adopter l'enfant de son ou sa partenaire, sous réserve que l'autre parent de l'enfant ne prétende pas exercer son droit de garde.
Sur 63 parlementaires, 49 ont soutenu l'amendement, trois se sont abstenus et un seul s'opposa. Dix membres étaient absents.
Le 2 juin 2006, le Parlement adopte sans vote contre l'extension aux homosexuels des droits en matière d'adoption, de parenté et de procréation médicalement assistée.
 La loi entre en vigueur le 27 juin suivant.
À compter du 27 juin 2008, l'Église luthérienne d'Islande s'est vue imposer de bénir les unions de même sexe. Cette obligation a fait l'objet d'un article en première page du quotidien Stundir24. Dans son édition du samedi 25 juillet 2008, le même journal faisait état d'un sondage indiquant que 77 % des prêtres ne voyaient pas d'objection de principe à célébrer les unions homosexuelles [réf. nécessaire].

#### Royaume-Uni (Civil partnerships)
Le 5 décembre 2005, la loi sur le Civil Partnership entre en vigueur en Grande-Bretagne. Les droits et devoirs de ce partenariat civil sont quasiment identiques au mariage.
L'Église anglicane, première religion du pays, a refusé de bénir ces unions.
Brighton, capitale gay du royaume britannique avec 40 000 homosexuels pour 161 000 habitants a souhaité symboliquement être la première ville à « marier » des partenaires de même sexe.
Parmi les célébrités, Elton John et son partenaire David Furnish se sont « mariés » le 21 décembre 2005 à l'hôtel de ville de Windsor ; George Michael devait aussi « épouser » son compagnon Kenny Goss en 2006.
En 2003, le gouvernement du Royaume-Uni annonce son projet d'introduire un partenariat civil qui permettrait à des couples de même sexe de bénéficier de plusieurs des droits du mariage. Cette loi sur le partenariat civil, uniquement réservé aux couples homosexuels a été présentée une première fois à la Chambre des lords le 30 mars 2004.
Après l'examen des amendements proposés par la Chambre des communes, la loi fut adoptée par la Chambre des lords, en dernière lecture, le 17 novembre 2004, et a reçu la sanction royale le 18 novembre.
La loi est entrée en vigueur le 5 décembre 2005 et les premiers partenariats civils pouvant être effectivement enregistrés le 19 décembre en Irlande du Nord, le 20 décembre en Écosse et le 21 décembre en Angleterre et au Pays de Galles.
Des dispositions séparées ont été incluses dans le premier acte de finances 2005 afin de modifier les lois fiscales pour donner les mêmes avantages et inconvénients aux partenariats enregistrés qu'aux couples mariés. Afin de prévenir toute demande de mariage de couples homosexuels les porte-parole du gouvernement ont souligné que le partenariat enregistré est tout à fait distinct du mariage :
- Un partenariat civil est formalisé par la signature d'un registre, et non par la formulation de vœux mutuels comme avec le mariage.
- Il ne sera pas possible de demander la dissolution du partenariat civil au motif de la non-consommation ou d'adultère, bien que les deux motifs réunis puissent être qualifié de motif d'invalidité du partenariat, prévu par les dispositions régissant le texte
- La définition légale d'un mariage traditionnel est une « longue vie » tandis que les mots pour un partenariat civil sont « longs termes » et « prévu pour être permanent ».

Indépendamment des différences décrites ci-dessus et de l'utilisation du mot « mariage », les partenariats et les mariages civils donnent exactement les mêmes droits légaux et fonctionnent sous les mêmes conditions et il n'est pas légal d'être lié par un partenariat et un mariage en même temps. La droite et les groupes chrétiens ont tenté d'utiliser ce fait pour dénoncer que c'est simplement une manière déguisée d'instituer le mariage entre personnes de même sexe et ont milité pour une forme d'union moins reconnue légalement afin de préserver l'unicité du mariage en vertu de la loi.
À l'inverse, beaucoup de défenseurs du mariage entre personnes de même sexe objectent que les partenariats civils ne donnent pas l'égalité totale des droits. Ils voient le mariage légal et les partenariats civils comme deux institutions artificiellement séparées, et font un parallèle avec la ségrégation raciale pratiquée aux États-Unis par le passé.
Les mariages entre couples de même sexe et les unions civiles signés dans d'autres nations seront automatiquement considérés comme des partenariats civils en vertu des lois britanniques. Ceci signifie que, dans certains cas, des non-Britanniques liés par une union civile dans leur pays auront plus de droits au Royaume-Uni que dans leurs pays d'origine.

#### Suisse (Partenariat enregistré /Partnerschaftsgesetz/ Unione domestica registrata)
Un régime de partenariat légal (que les Suisses appellent aussi « PACS » dans le langage courant par référence à loi française) existe dans certains cantons suisses, tels Genève (2001), Neuchâtel (2002) ou Zurich (2003).
Ces reconnaissances ont poussé le Parlement suisse à voter par la suite une loi fédérale sur le partenariat enregistré entre personnes du même sexe (LPart, aussi appelée PEPS) qui ne concerne que les couples de même sexe contrairement à certaines lois cantonales.
Un référendum, demandé par les partis conservateurs pour contrer la loi, a permis l’approbation de ces nouvelles dispositions par le peuple suisse le 5 juin 2005 avec 58 % des suffrages. La Suisse est le premier pays au monde où le peuple s’est directement exprimé pour une loi réglant les relations entre couples de même sexe. La loi est entrée en vigueur de cette loi au 1er janvier 2007.
Ce partenariat helvétique, qui ne concerne, comme l'intitulé de la loi l'indique, que les couples homosexuels, modifie l'état civil des personnes qui s'enregistrent, contrairement à ce qui existe dans certains cantons, comme Genève, ou en France mais exclut l'adoption ou le recours à la procréation médicalement assistée. 
Contrairement au PaCS français, en dehors des limitations mentionnées et d'autres questions moins importantes, les couples de même sexe en Suisse jouissent de droits pratiquement égaux aux couples de sexe différent, notamment dans le domaine de la succession et des assurances sociales.